# Andrzej z Brzeźnicy
Andrzej z Brzeźnicy herbu Gryf, zwany Krakowczykiem (Cracoviensis), Andrzej Klimontowic, Andrzej Klemensic, Andrzej I, Andrzej I Krakowski (zm. 7 stycznia 1244) – biskup płocki w latach 1239 lub 1240–1244. Pochodził z rodu Gryfitów, był synem kasztelana płockiego Klemensa i bratem: kasztelana krakowskiego Klemensa z Brzeźnicy, kasztelana cieszyńskiego Jana, Wierzbięty i Świętosława.

## Początki kariery duchownej (do 1232)
Karierę duchowną być może rozpoczął już na początku lat 20. XIII wieku. Prawdopodobnie to właśnie przyszły biskup płocki pełnił w 1224 funkcję scholastyka sandomierskiego, i to on w latach 1225–1231 był kanonikiem krakowskim, a następnie w latach 1227–1229 występował w dokumentach jako proboszcz kościoła św. Michała w Krakowie. Dodatkowo w latach 1227–1232 występował w dokumentach małopolskich magister Andrzej, z którym być może można przyszłego biskupa utożsamić, niemniej nie można wykluczyć, że ową postacią był domniemany stryj przyszłego biskupa, również Andrzej syn Klemensa. Na tamten okres (o ile uznać prawdziwość powyższych domniemań) można datować możliwą przyjaźń kanonika krakowskiego z archidiakonem sandomierskim Radulfem (występują oni wspólnie na kilku dokumentach z tego czasu). Andrzeja uznaje się za pewnego lub jedynie prawdopodobnego jednego z towarzyszy biskupa Iwona Odrowąża w podróży włoskiej w 1229. Według Jana Długosza, wykorzystawszy śmierć biskupa, postarał się (za wstawiennictwem Radulfa) o prowizję apostolską na biskupstwo krakowskie, ewentualnie po prostu był on kandydatem części kapituły krakowskiej na urząd biskupa w 1229. Znów nie można jednak wykluczyć, że owym niedoszłym biskupem krakowskim był domniemany stryj przyszłego biskupa płockiego. Wobec sprzeciwu Henryka I Brodatego względem tej kandydatury i zapewne przy współudziale arcybiskupa gnieźnieńskiego Wincentego z Niałka, papież Grzegorz IX odwołał swoją wcześniejszą nominację i zatwierdził Wisława z Kościelca na stanowisku biskupa krakowskiego. Być może przyszły biskup płocki brał udział w konsekracji arcybiskupa gnieźnieńskiego Pełki w 1232 w Łęczycy.

## Scholastyk krakowski i biskup płocki (1234–1244)
Na pewno Andrzej w latach 1234–1236 pełnił godność scholastyka kapituły krakowskiej. Wybrany biskupem w 1239 przy akceptacji Bolesława I mazowieckiego otrzymał na biskupstwo płockie prowizję papieską. Wspierał rozwój kasztelanii pułtuskiej – uzyskał od księcia mazowieckiego Bolesława I dla niej różne przywileje. Był też orędownikiem misji chrystianizacyjnej w Prusach. Być może w czasie swojego pontyfikatu nadał benedyktynom kościół w Zambskach Kościelnych.
Biskup płocki zmarł 7 stycznia w roku 1244 (data roczna przyjmowana jest niekiedy z pewną dozą ostrożności). Ostatnim dokumentem, w którym Andrzej był uczestnikiem dokonującej się akcji prawnej, jest dokument księcia mazowieckiego Konrada I z 4 sierpnia 1243. Natomiast już z 26 stycznia 1245 pochodzi papieski dokument konfirmacyjny dla jego następcy, biskupa Piotra.